# Helen Collingwood Hopkins
Helen Collingwood Fortune Hopkins (Hartlepool, 1 de junio de 1953) es una botánica y taxónoma británica, del Real jardín botánico de Kew. Ha realizado expediciones botánicas a Malasia, Nueva Guinea, Ecuador. Se ha especializado en el género Iris

## Eponimia
- Acanthoscelides bisagittus[2]

## Algunas publicaciones
- hellen c. Fortune Hopkins. 1983. The taxonomy, reproductive biology and economic potential of Parkia (Leguminosae : Mimosoideae) in Africa and Madagascar. Bot. J. Linn. Soc. 87: 135-167

### Libros
- kai Larsen, hellen c. Fortune Hopkins. 2002. Caryophyllaceae. Vol. 16 de Flora Malesiana: Series 1, 'Spermatophyta'. Editor Nationaal Herbarium Nederland, 224 pp. ISBN 9071236536
- ivan c. Nielsen, hellen c. Fortune Hopkins. 1992. Mimosaceae (Leguminosae - Mimosoideae) / by I. C. Nielsen (treatment of Parkia by H. C. Fortune Hopkins). Vol. 11, Parte 1 de Flora Malesiana Series. Ed. Rijksherbarium, Publ. Dept. 226 pp. ISBN 9071236161
- hellen c. Fortune Hopkins, marlene freitas da Silva. 1986. Parkia (Leguminosae--Mimosoideae). Flora neotropica, monograph 43. Ed. ilustrada de Organization for Flora Neotropica & New York Bot. Garden, 252 pp. ISBN 0893273090

- --------------------------. Taxonomy and Reproductive Biology Of, and Evolution in the Bat-pollinated Genus Parkia. Editor Univ. of Oxford, 398 pp.